# Ballata spagnola
Ballata spagnola (titolo originale: Spanische Ballade) è un romanzo storico di Lion Feuchtwanger, pubblicato in lingua tedesca nel 1955 sia con il titolo Spanische Ballade (Ballata spagnola) nella Repubblica Federale Tedesca che con il titolo Die Jüdin von Toledo (L'ebrea di Toledo) nella Repubblica Democratica Tedesca. Il romanzo narra le vicende del mercante ebreo Jehuda Ibn Esra e della sua bellissima figlia Raquel durante il regno di Alfonso VIII di Castiglia, alla fine del XII secolo, in un periodo in cui gran parte della Penisola iberica a sud del Tago era sotto il dominio degli Almohadi, dinastia musulmana nord-africana.

## Trama

Mappa della Penisola iberica nel 1157, l'anno prima che Alfonso VIII salisse al trono. In colore: il Portogallo (P) e il territorio retto dagli Almohadi. In bianco i regni cristiani di León (L), Castiglia (C), Navarra (N) e Aragona (A).

Nell'al-Andalus del XII secolo, dopo che gli Almohadi ebbero conquistato tutti i regni musulmani della penisola iberica, fu imposto agli ebrei di convertirsi alla fede musulmana se non volevano essere espulsi; pertanto Jehuda Ibn Esra, un ricchissimo mercante ebreo di Siviglia, aderì formalmente all'Islam, assunse il nome musulmano di Ibrahim, e rimase nell'al-Andalus. La libertà religiosa era tuttavia ancora possibile nella «Spagna settentrionale, perché i cristiani, ritornati padroni, dovendo ricostruire il paese distrutto dalla guerra, avevano bisogno degli ebrei». All'età di 55 anni Ibrahim vuole ritornare alla vecchia fede: riassume il nome di Jehuda e si trasferisce nella città castigliana di Toledo con i figli Rechja e Achmed (i quali a loro volta assumono i nomi ebraici rispettivamente di Raquel e di Alazar), il fidato segretario Ibn Omar, la nutrice di Raquel Sa'ad e il colto medico musulmano Musa Ibn Da'ud. Jehuda entra al servizio di Alfonso VIII di Castiglia, il quale è alla testa di un regno con le finanze in dissesto e ha bisogno di danaro.

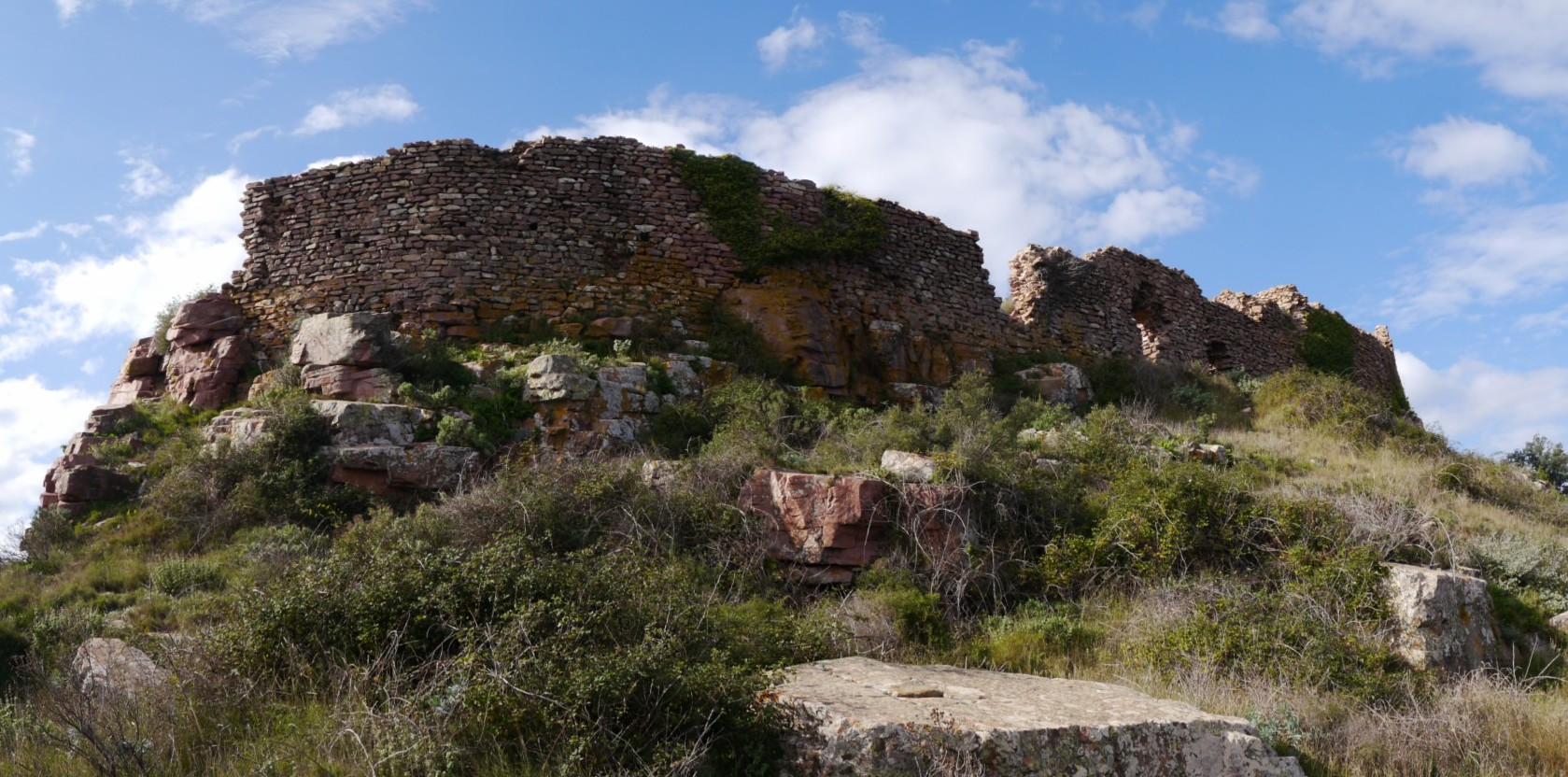
Ruderi del Castillo de Castro

Come propria abitazione, Jehuda acquista e restaura il fatiscente Castillo de Castro, un tempo proprietà dei suoi antenati, ma di cui si era impossessato con la forza la potente Casa di Castro. I Castro, a loro volta, sono avversi a re Alfonso: si sono trasferiti all'estero, dove continuano a svolgere una politica aggressiva contro il re di Castiglia. Jeduha ottiene da Alfonso l'appalto generale delle imposte del Regno, il monopolio della gestione delle miniere castigliane e la dignità di Escrivano Mayor. Jehuda confida che il sovrano castigliano, il quale ha sottoscritto trattati di pace con i musulmani e trattati di alleanza militare con i re cristiani, possa essere spinto a una politica di mantenimento della pace e quindi di espansione economica per il paese. E infatti l'economia della Castiglia, grazie alla politica economica espansiva di Jehuda, rifiorisce. Ephraim Bar Abba, l'esilarca della comunità ebraica (Aljama) di Toledo, teme però che una eventuale difficoltà politica di Jehuda Ibn Esra possa mettere in pericolo gli ebrei castigliani. Nel frattempo, però, Jehuda progetta di far accogliere nel regno di Castiglia gli ebrei scacciati dalla Francia da Filippo Augusto.

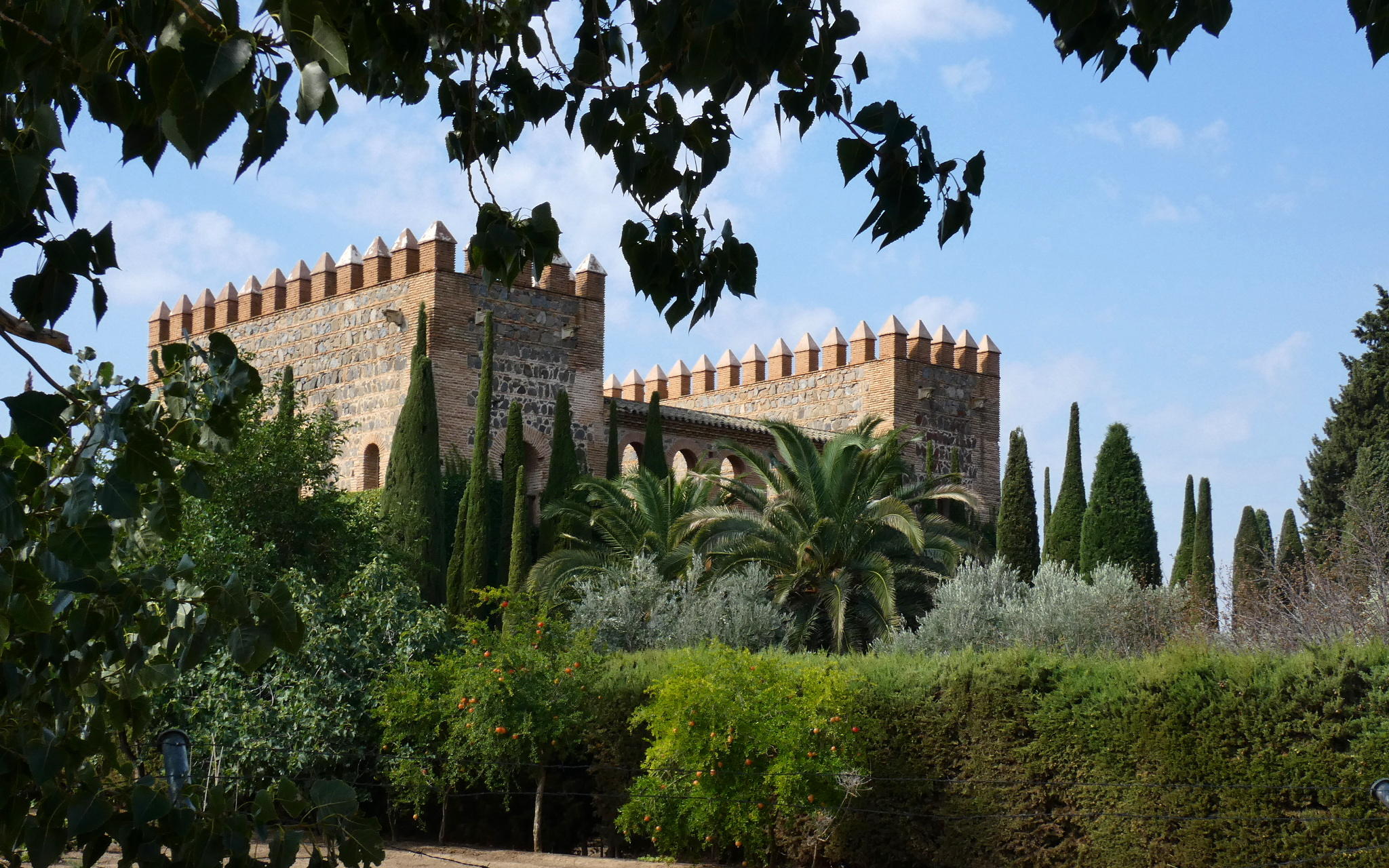
La Galiana

Alfonso fa restaurare l'antica residenza estiva detta "La Galiana" in stile moresco. Il re, che ha visto Raquel, la bellissima figlia di Jehuda, chiede che la ragazza si trasferisca alla Galiana come sua concubina. Jehuda progetta una fuga per proteggere la giovane; ma Raquel acconsente alle pretese regie e decide di trasferirsi alla Galiana. Jehuda e Raquel pensano di poter influire su Alfonso a favore della pace e degli oppressi, ad esempio i profughi ebrei francesi, come avvenne per Ester e Mardochai su Assuero.
Alfonso si innamora di Rachel: vive con lei nella Galiana, dimentico della regina Leonor. Costei, figlia di Enrico II d'Inghilterra e di Eleonora d'Aquitania, preferirebbe vedere il marito in guerra. Per ostacolare l'amore fra Alfonso e la giovane ebrea, Leonor promette al giovane re Pedro d'Aragona una alleanza militare fra i regni di Castiglia e di Aragona contro i Mori; Leonor promette inoltre a Gutierre de Castro la restituzione del Castillo acquistato da Jehuda.
Nel frattempo Raquel è incinta e nasce in lei l'idea che porta in grembo «il principe della pace, il Messia»; partorisce infine un figlio maschio nel momento in cui ad Alfonso giunge notizia della morte improvvisa del suocero, anch'egli strenuo avversario delle guerre. La situazione politica precipita: il successore di Enrico, Riccardo, guida un esercito di crociati; i sovrani ispanici cristiani non possono esimersi dal prendere in considerazione una nuova crociata contro l'al-Andalus. Re Alfonso è dapprima restio a partecipare, sia per l'influenza di Jehuda sia perché è in atto il trattato di pace con i musulmani, ma l'insistenza del re d'Aragona lo spinge a rompere la tregua e a iniziare i preparativi di guerra. Prima di partire per la campagna militare, Alfonso obbliga Jehuda a giurargli di non far circoncidere, durante la sua assenza, il figlio avuto da Raquel, perché il neonato, come suo unico figlio maschio, dovrà essere un nobile cristiano, e quindi battezzato.

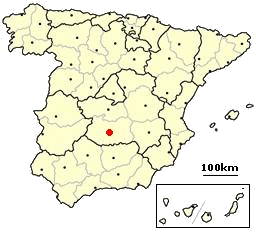
Localizzazione della battaglia di Alarcos

Jehuda e Raquel non accettano che il bambino sia battezzato; il bambino viene affidato al fido Ibn Omar perché sia portato in un luogo segreto. Sebbene il giuramento di Jehuda non sia stato infranto, dato che il bambino non è stato circonciso, Alfonso è ugualmente furioso contro Raquel e Jehuda. Quando apprende che il califfo Jakùb Almansùr è partito dal Marocco alla volta della Spagna alla testa di un numeroso esercito, Alfonso si convince di poter sconfiggere ugualmente i musulmani. attaccandoli di sorpresa. Ma la battaglia di Alarcos si risolve in una rotta per le forze castigliane che si ritirano a Toledo. Nella città, assediata dai musulmani, si sparge la voce che la sconfitta sia dovuta al tradimento degli ebrei. La rabbia della folla si rivolge soprattutto contro Jehuda: viene assalito il Castillo, ma Jehuda si era trasferito da Raquel nella Galiana. Con parole ambigue, la regina Leonor incarica Castro di agire contro l'ebrea e suo padre: Raquel e Jehuda vengono assassinati nella Galiana.
La disastrosa sconfitta in guerra, la perdita dell'amata Raquel hanno cambiato re Alfonso. Si rende conto della saggezza dell'azione politica esercitata a suo tempo da Jehuda e si affida a Ephraim Bar Abba perché la riprenda.

## Sfondo storico
Il romanzo di Feuchtwanger è ambientato nel periodo della Reconquista. L'ebrea di Toledo, a cui si riferisce uno dei titoli del romanzo, è ricordata in spagnolo come Rahel la Fermosa (nella lingua giudeo-spagnola: Raquel la Hermosa) e la sua storia d'amore con Alfonso VIII è stato oggetto di numerose opere, a partire dalla Crónica General di Alfonso X di Castiglia (1270), fra cui un poema di Lorenzo de Sepúlveda (XVI secolo), un dramma teatrale di Franz Grillparzer rappresentato postumo nel 1872 e un film muto del 1918 diretto dal regista austriaco Otto Kreisler.

## Critica
Ballata Spagnola è il penultimo romanzo di Lion Feuchtwanger. Come la maggior parte dei romanzi di Feuchtwanger, i personaggi sono ebrei cosmopoliti che vivono in società latentemente o apertamente antiebraiche. Il personaggio di Jehuda Ibn Esra ricorda molto quelli di Joseph Süß Oppenheimer del romanzo Süss l'ebreo, e di Giuseppe della Trilogia di Giuseppe. Il soggetto era stato citato da Feuchtwanger nel suo precedente romanzo storico Goya, ambientato anch'esso in Spagna. Secondo Jorge Luis Borges, quelli di Feuchtwanger «sono romanzi storici, ma non hanno nulla a che vedere con il faticoso arcaismo e l’opprimente bric-à-brac che rendono insopportabile quel genere».

## Premi
- National Jewish Book Award (1957)[11]

## Edizioni
- (DE) Spanische Ballade: roman, 1ª ed., Hamburg, Rowohlt Verlag, 1955.
- (DE) Die Jüdin von Toledo [L'ebrea di Toledo], 1ª ed., Berlino Est, Aufbau-Verlag, 1955.
- Ballata spagnola : romanzo, collana Medusa ; 394, traduzione di Letizia Fuchs Vidotto, 1ª ed., Milano; Verona, A. Mondadori, 1957.
- Ballata spagnola : romanzo, collana I capolavori della Medusa, Terza serie, traduzione di Letizia Fuchs Vidotto, 2ª ed., Milano, A. Mondadori, 1980.